# Equipe marroquina na Copa Davis
A equipe marroquina na Copa Davis representa Marrocos na Copa Davis, principal competição de tênis masculina por equipes do mundo. É administrada pela Royal Moroccan Tennis Federation.